# Gerberga II di Gandersheim
Gerberga II, chiamata anche Gerbirg o Gerburg, (940 circa – 13 o 14 novembre 1001) fu badessa di Gandersheim dal 956 alla morte e istruì personalmente la drammaturga e poetessa Roswitha di Gandersheim.  Sotto il dominio di Gerberga, l'abbazia di Gandersheim fu un centro della vita culturale, spirituale e intellettuale ottoniana.

## Famiglia e infanzia
Le date esatte di nascita e morte di Gerberga non sono note, sebbene l'anno approssimativo di nascita, il 940, sia stato dedotto da fonti. I suoi genitori erano Enrico I, duca di Baviera e Giuditta; era quindi membro della dinastia ottoniana e nipote dell'imperatore Ottone I. Sono noti almeno due dei suoi fratelli: Enrico II di Baviera ed Edvige di Svevia. Gerberga fu inviata per essere educata all'abbazia di Sant'Emmerano assieme alla sorella di Edvige in tenera età, per poi diventare badessa di Gandersheim nel 956. Sostenne suo fratello Enrico II nei suoi sforzi di ottenere maggiore influenza per la loro famiglia, ma rimase anche in buoni rapporti con suo zio e imperatore Ottone I e il cugino e imperatore Ottone II.
Gerberga seguì una lunga tradizione di badesse di stirpe reale a Gandersheim. L'abbazia fu fondata dai suoi trisnonni, i nobili sassoni Liudolfo e Oda, nel IX secolo. Tre delle loro figlie, Hathumonda (852-74), Gerberta I (874-96) e Christina (896-918) furono le tre badesse iniziali di Gandersheim. L'ascesa di Gerberga II come badessa nel 965 ci suggerisce indirettamente che i legami tra la dinastia imperiale ottoniana e l'abbazia di Gandersheim rimasero forti per tutto il secolo successivo.

## La vita da badessa
Gerberga II fu badessa di Gandersheim dal 965 alla morte nel 1001. Venne elogiata per la sua integrità e il suo regno corrispose all' "età d'oro" dell'abbazia, un'età descritta come un tempo di pace, tranquillità e erudizione. Gandersheim divenne un centro dell'attività intellettuale e spirituale ottoniana, ed ebbe anche un ospedale, una biblioteca, una sosta per rifugiati o viaggiatori e, in particolare, una scuola. Molte famiglie aristocratiche mandarono le loro figlie all'abbazia per essere educate. Tra loro c'erano l'imperatore Ottone II e sua moglie Teofano, che mandarono la loro figlia di cinque anni Sofia a vivere sotto le cure di Gerberga e alla fine divenne il suo successore.
Gandersheim ottenne molta indipendenza dai sovrani ottoniani. Nel 947 lo zio di Gerberga, l'imperatore Ottone I, liberò l'abbazia dal dominio reale e concesse all'abbazia l'autorità di tenere tribunali, tenere un esercito e coniare denaro. L'atto indica indirettamente che ci siano stati ottimi rapporti tra Gerberga e lo zio. Durante il suo regno, commissionò una storia della sua vita da scrivere e presentargli dalla sua canonica Hrosvit.
Gandersheim fu solo una delle tante abbazie influenti nel X secolo. La nonna di Gerberga, Matilde, aveva fondato l'abbazia di Quedlinburg nel 936, creando tensioni per quanto riguarda la leadership delle abbazie. Un altro luogo rivale fu l'abbazia di Essen, anch'essa guidata da membri della famiglia.

## Istruzione e insegnamento
Essendo membro della famiglia imperiale, Gerberga era ben educata per il suo tempo. Fu istruita inizialmente nell'abbazia di Sant'Emmerano in Baviera, che è probabilmente il luogo in cui scoprì le opere di molti scrittori romani e patristici. Come sua sorella Hadwig, potrebbe anche essere stata educata in greco. La canonica Roswitha scrisse dell'educazione di Gerberga, "È più giovane di anni di me ma, come si addice alla nipote dell'Imperatore, più avanzata nell'apprendimento".
Gli studiosi hanno suggerito che Roswitha, la canonessa, drammaturga e poetessa tedesca, fosse la protetta speciale di Gerberga. Roswitha lodò la sua badessa nella prefazione alle sue leggende, scrivendo: "Fu lei, circa gli altri autori, che continuò la mia istruzione, offrendomi un'introduzione alle opere di quegli scrittori che lei stessa studiava con uomini istruiti".
Roswitha scrisse tutte le sue opere, tra cui drammi, poesie, leggende e storie, mentre era una canonessa a Gandersheim. La sua Gesta Ottonis, una storia della dinastia ottoniana, fu scritta su specifica richiesta di Gerberga, che probabilmente intendeva onorare il suo lignaggio familiare e suo zio Ottone I. Gerberga incoraggiò il suo "impegno e diligenza nella scrittura".

## Ascendenza
|                         |                      |                         | Genitori                |  |  | Nonni |  |  | Bisnonni             |  |  | Trisnonni            |  |
|                         |                      |                         |                         |  |  |       |  |  | Ottone I di Sassonia |  |  | Liudolfo di Sassonia |  |
|                         |                      |                         |                         |  |  |       |  |  | Ottone I di Sassonia |  |  | Liudolfo di Sassonia |  |
|                         |                      | Oda di Billung          |                         |  |  |       |  |  | Ottone I di Sassonia |  |  |                      |  |
| Enrico I di Sassonia    |                      |                         |                         |  |  |       |  |  | Ottone I di Sassonia |  |  |                      |  |
|                         |                      | Edvige di Babenberg     | Enrico di Franconia     |  |  |       |  |  |                      |  |  |                      |  |
|                         |                      | Edvige di Babenberg     | Enrico di Franconia     |  |  |       |  |  |                      |  |  |                      |  |
|                         |                      | Edvige di Babenberg     | Ingeltrude              |  |  |       |  |  |                      |  |  |                      |  |
| Enrico I di Baviera     |                      | Edvige di Babenberg     |                         |  |  |       |  |  |                      |  |  |                      |  |
|                         |                      | Teodorico di Ringelheim | Reginaldo di Ringelheim |  |  |       |  |  |                      |  |  |                      |  |
|                         |                      | Teodorico di Ringelheim | Reginaldo di Ringelheim |  |  |       |  |  |                      |  |  |                      |  |
|                         |                      | Teodorico di Ringelheim | Matilde                 |  |  |       |  |  |                      |  |  |                      |  |
| Matilde di Ringelheim   |                      | Teodorico di Ringelheim |                         |  |  |       |  |  |                      |  |  |                      |  |
|                         |                      | Rinilde di Frisia       | …                       |  |  |       |  |  |                      |  |  |                      |  |
|                         |                      | Rinilde di Frisia       | …                       |  |  |       |  |  |                      |  |  |                      |  |
|                         |                      | Rinilde di Frisia       | …                       |  |  |       |  |  |                      |  |  |                      |  |
| Gerberga di Gandersheim |                      | Rinilde di Frisia       |                         |  |  |       |  |  |                      |  |  |                      |  |
|                         | Liutpoldo di Baviera | …                       |                         |  |  |       |  |  |                      |  |  |                      |  |
|                         | Liutpoldo di Baviera | …                       |                         |  |  |       |  |  |                      |  |  |                      |  |
|                         | Liutpoldo di Baviera | …                       |                         |  |  |       |  |  |                      |  |  |                      |  |
| Edoardo il Vecchio      | Liutpoldo di Baviera |                         |                         |  |  |       |  |  |                      |  |  |                      |  |
|                         |                      | Cunegonda di Svevia     | Bertoldo I di Svevia    |  |  |       |  |  |                      |  |  |                      |  |
|                         |                      | Cunegonda di Svevia     | Bertoldo I di Svevia    |  |  |       |  |  |                      |  |  |                      |  |
|                         |                      | Cunegonda di Svevia     | Gisela dei Franchi      |  |  |       |  |  |                      |  |  |                      |  |
| Giuditta di Baviera     |                      | Cunegonda di Svevia     |                         |  |  |       |  |  |                      |  |  |                      |  |
|                         |                      | Eberardo di Sülichgau   | …                       |  |  |       |  |  |                      |  |  |                      |  |
|                         |                      | Eberardo di Sülichgau   | …                       |  |  |       |  |  |                      |  |  |                      |  |
|                         |                      | Eberardo di Sülichgau   | …                       |  |  |       |  |  |                      |  |  |                      |  |
| Elfleda                 |                      | Eberardo di Sülichgau   |                         |  |  |       |  |  |                      |  |  |                      |  |
|                         |                      | Gisela di Verona        | …                       |  |  |       |  |  |                      |  |  |                      |  |
|                         |                      | Gisela di Verona        | …                       |  |  |       |  |  |                      |  |  |                      |  |
|                         |                      | Gisela di Verona        | …                       |  |  |       |  |  |                      |  |  |                      |  |
|                         |                      | Gisela di Verona        |                         |  |  |       |  |  |                      |  |  |                      |  |